# Cyrus Nowrasteh
Cyrus Nowrasteh (ur. 19 września 1956 w Boulder) − amerykański scenarzysta, producent i reżyser filmowy.

## Życiorys
Reżyser pochodzi z rodziny o irańskich korzeniach. Urodził się w Boulder w stanie Kolorado. Dzieciństwo spędził w Madison w stanie Wisconsin. W 1974 ukończył Madison West High School. Był miejscowym mistrzem w tenisie. Początkowo studiował w New Mexico State University, następnie przeniósł się do University of Southern California, w którym ukończył w 1977 USC School of Cinematic Arts. Jest żonaty z Elizabeth G. Nowrasteh (ur. 9 marca 1953). Najstarszy syn Alex Nowrasteh jest analitykiem w Cato Institute.

## Filmografia

### Reżyseria
- 1989: Groźba (Veiled Threat)
- 1998: Norma Jean, Jack and Me
- 2001: Zamach na Reagana (The Day Reagan Was Shot)
- 2008: Ukamienowanie Sorayi M. (The Stoning of Soraya M.)
- 2016: Młody Mesjasz (The Young Messiah)
- 2019: Niewierny (Infidel)